# Kalama tricornis
Kalama tricornis är en insektsart som först beskrevs av Franz Paula von Schrank 1801.  Kalama tricornis ingår i släktet Kalama, och familjen nätskinnbaggar. Arten är reproducerande i Sverige.